# Holopsamma laminaefavosa
Holopsamma laminaefavosa är en svampdjursart som beskrevs av Carter 1885. Holopsamma laminaefavosa ingår i släktet Holopsamma och familjen Microcionidae.
Artens utbredningsområde är havet kring Australien. Inga underarter finns listade i Catalogue of Life.